# Stepojeż uszaty
Stepojeż uszaty, dawniej: jeż uszaty (Hemiechinus auritus) – mniejszy od jeża zachodniego ssak z rodziny jeżowatych, o dosyć długich uszach i ogonku dochodzącym do 5 cm. Długość ciała 12–27 cm. Żyje na stepach i pustyniach Egiptu, Mongolii, Azji Mniejszej, południowej Rosji, części Indii i Chin. Dobrze rozwinięty słuch i węch pozwalają mu w tych trudnych warunkach przetrwać, pomagając znaleźć pożywienie czy schronić się przed wrogami. Kopie niewielkie nory około 45 cm długości z 1 wyjściem. Często jako siedzibę wykorzystuje różne schronienia między skałami.

## Życie
Samica rodzi młode raz w roku, latem. Po ciąży trwającej od 35–42 dni rodzą się młode – do 4 w jednym miocie. Małe rodzą się ślepe i prawie całkowicie pozbawione kolców. Po tygodniu dopiero zaczynają otwierać oczy, a po 2 już są całkowicie pokryte kolcami. W trzecim tygodniu życia zaczynają jeść normalne pożywienie. Odżywiają się drobnymi kręgowcami, owadami, jajkami jak i pokarmem roślinnym. W poszukiwaniu pożywienia potrafią pokonywać spore odległości do około 10 km, potrafią bez jedzenia i picia wytrzymać do 10 tygodni. Prowadzą nocny tryb życia. Zimą zapadają w sen zimowy.

## Podgatunki
- H. auritus auritus
- H. auritus albulus
- H. auritus aegyptius
- H. auritus libycus
- H. auritus megalotis